# Erythrina chiapasana
Erythrina chiapasana är en ärtväxtart som beskrevs av Krukoff. Erythrina chiapasana ingår i släktet Erythrina och familjen ärtväxter. Inga underarter finns listade i Catalogue of Life.